# چاریتی ویلیامز
چاریتی ویلیامز (انگلیسی: Charity Williams؛ زادهٔ ۲۰ اکتبر ۱۹۹۶) ورزشکار راگبی ۷ نفره اهل کانادا است.
وی در مسابقات کشوری و بین‌المللی در مجموع برندهٔ ۱ مدال نقره، ۱ مدال برنز شده‌است.